# جائزة إمباير لأفضل مخرج
جائزة إمباير لأفضل مخرج هي جائزة من جوائز إمباير تقدم سنويا من قبل مجلة إمباير لتكريم المخرجين الذين يعملون في مجال السينما، أعطيت الجائزة في 16 مناسبة. وحصل المخرج كريستوفر نولان على النصيب الأكثر من الجوائز.